# Federico Lacroze
Federico Lacroze (Buenos Aires, 4 de novembro de 1835 – Belgrano, Buenos Aires, 16 de fevereiro de 1899) foi um empresário do ramo ferroviário argentino com ascendentes franceses. Criou a primeira linha de bonde em Buenos Aires e sua Estação Ferroviária Central de Buenos Aires auxiliou a ligação entre as províncias de Entre Ríos, Corrientes e Misiones por trem com a capital da Argentina. Lacroze está sepultado no Cemitério da Recoleta, Buenos Aires.

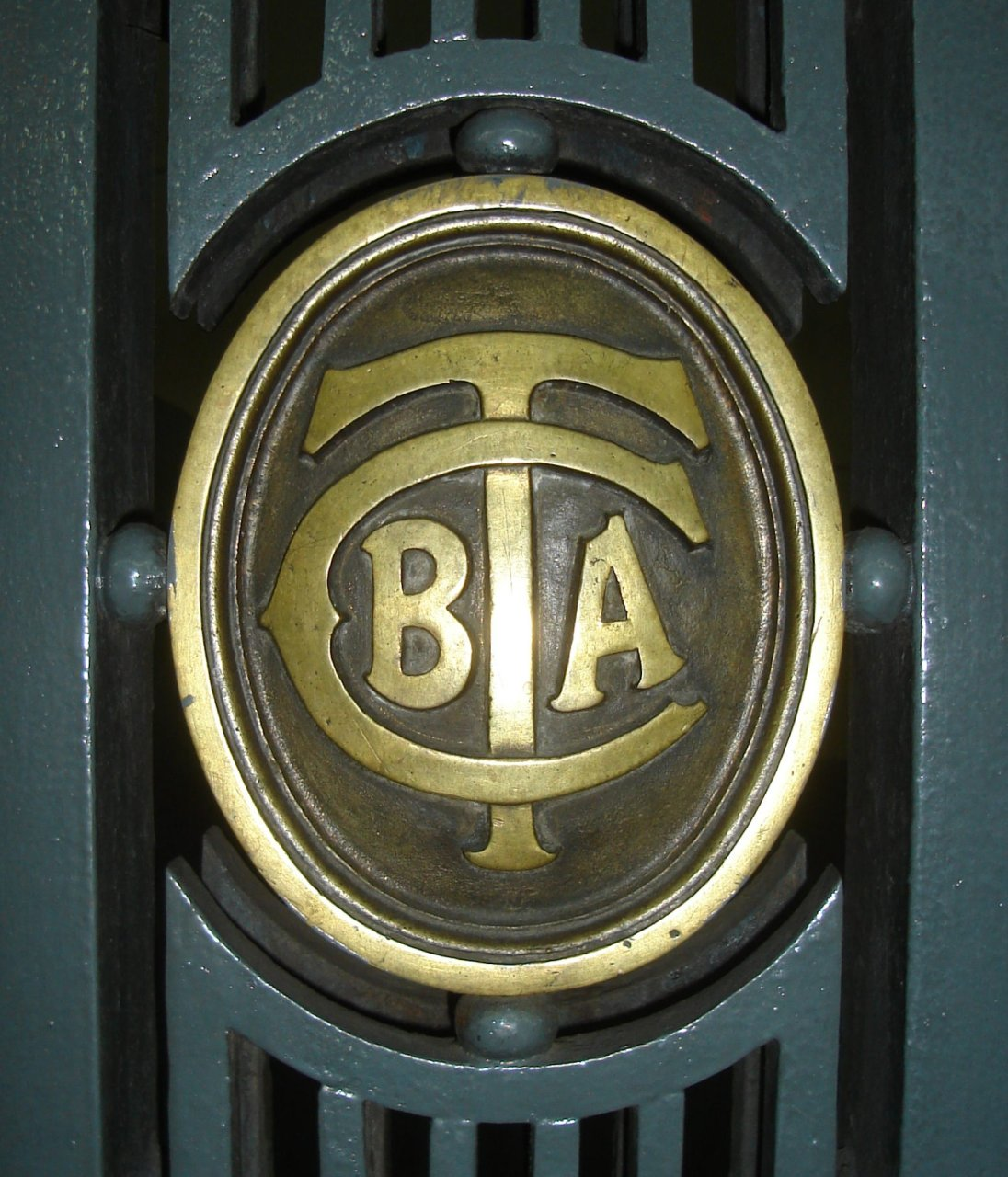
Placa de bronze na Estação Federico Lacroze.

É avô paterno de Amalia Lacroze de Fortabat.

## Galeria de bondes

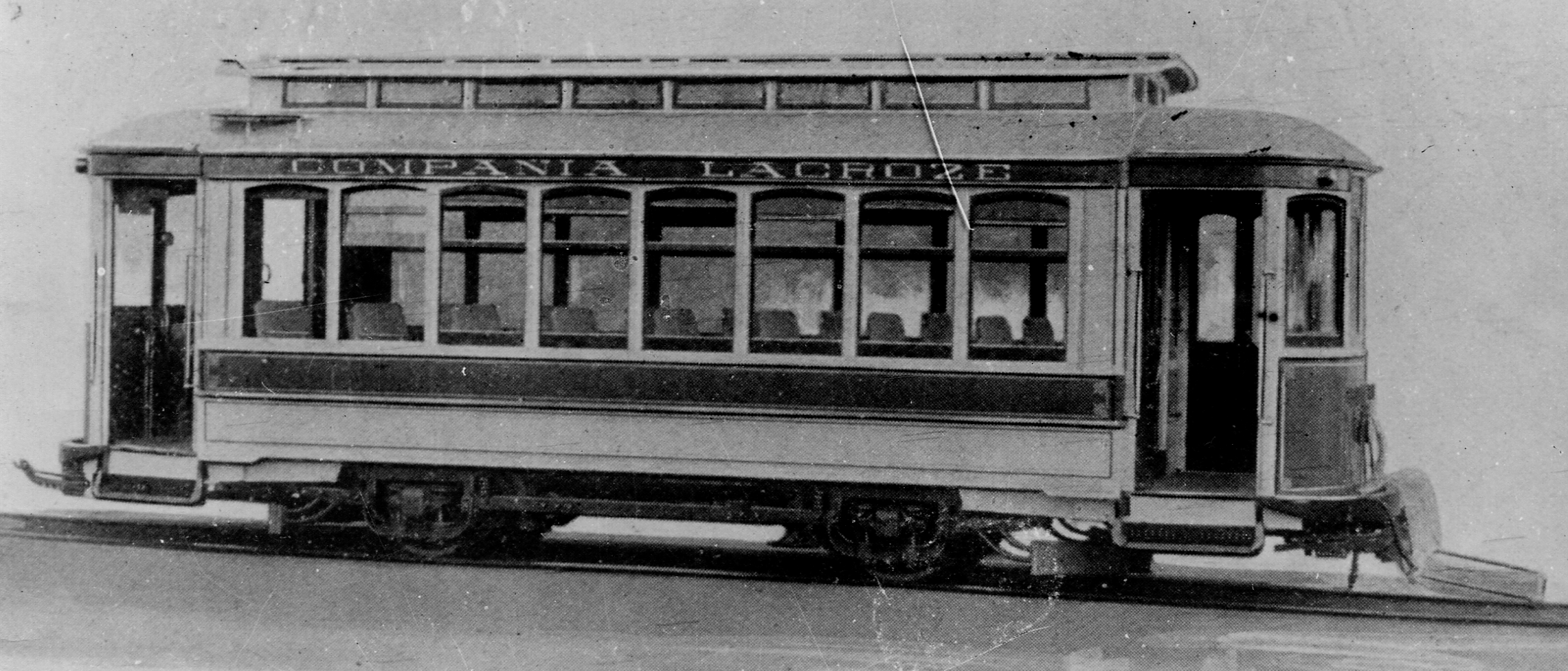
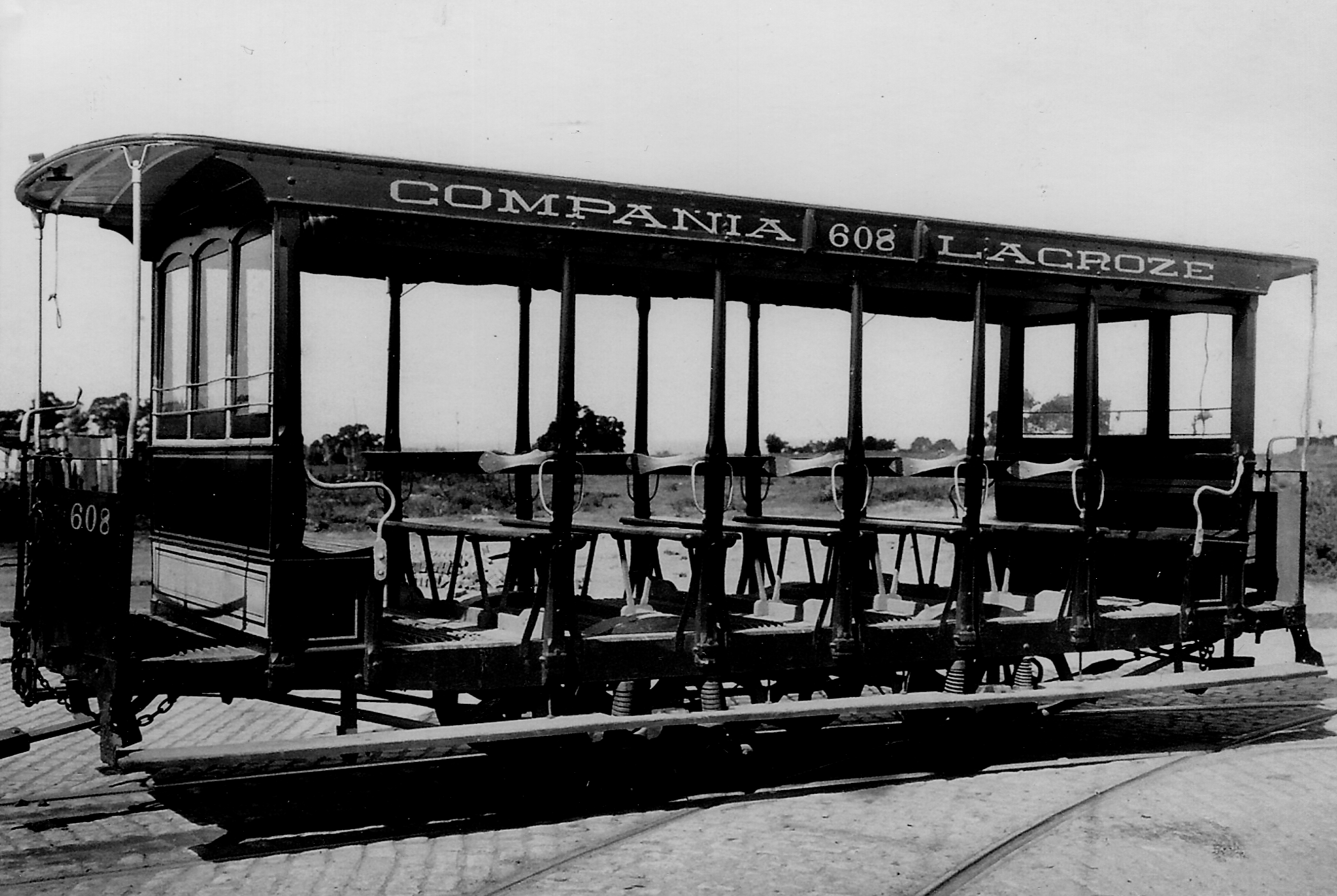
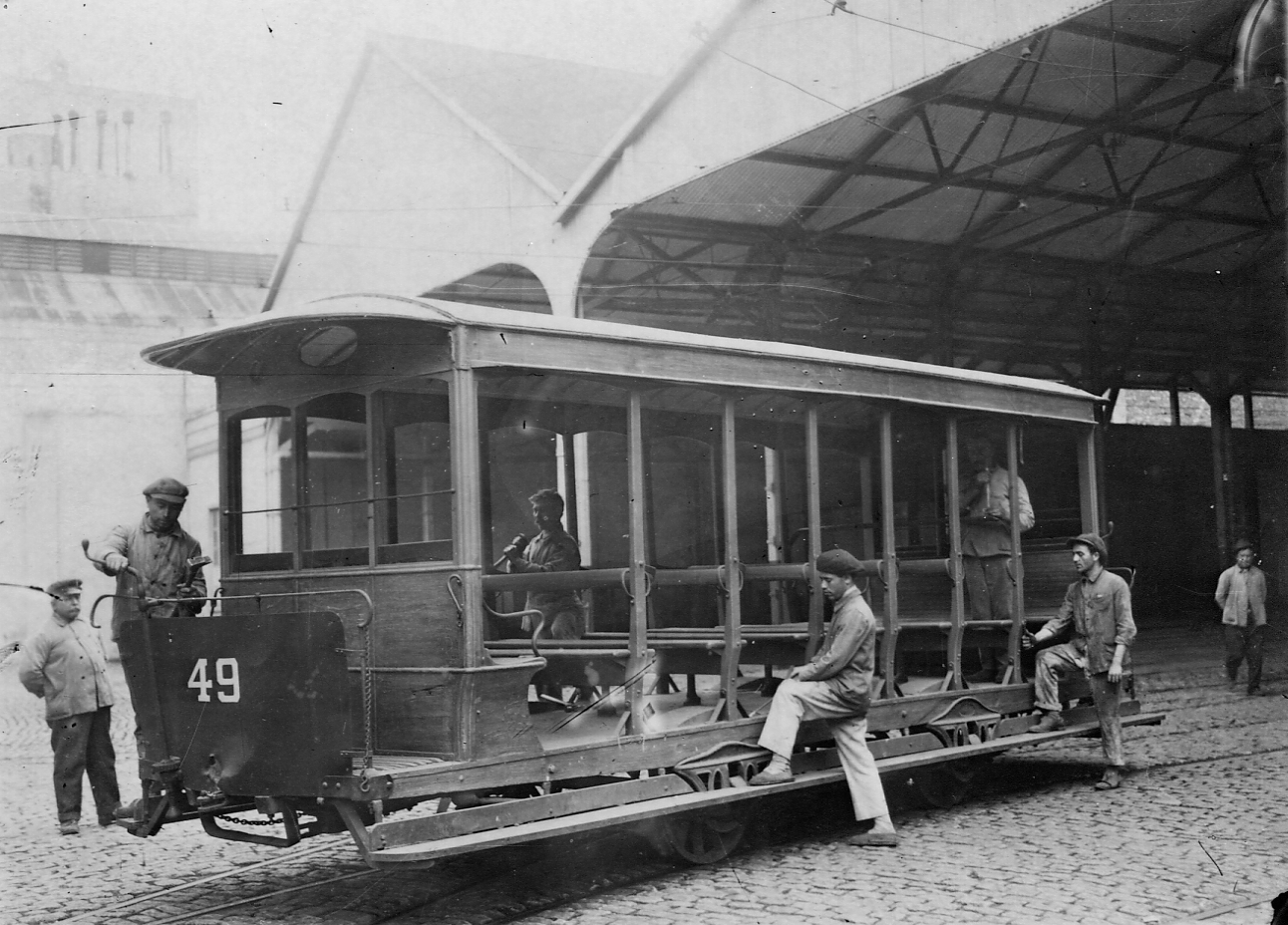
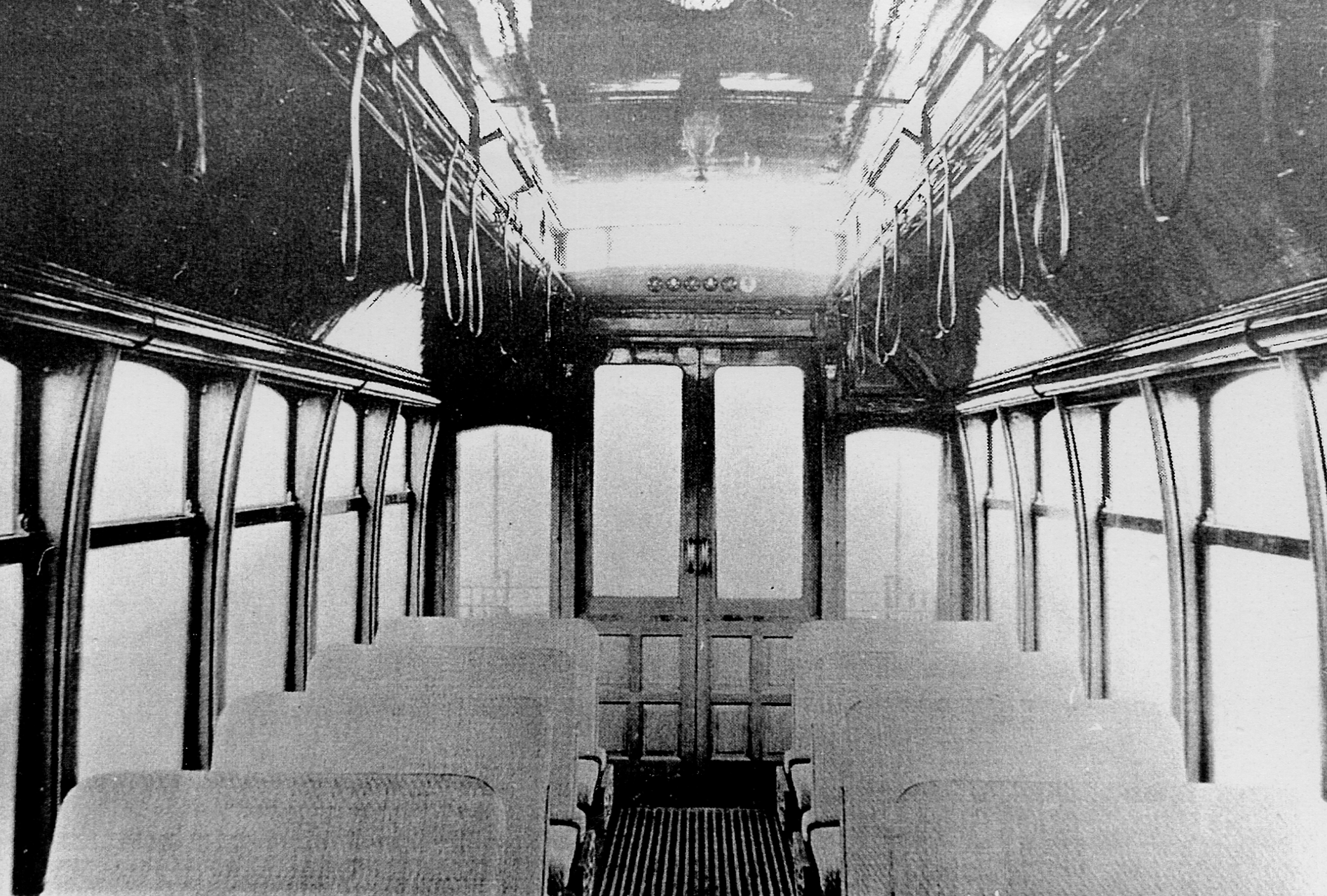
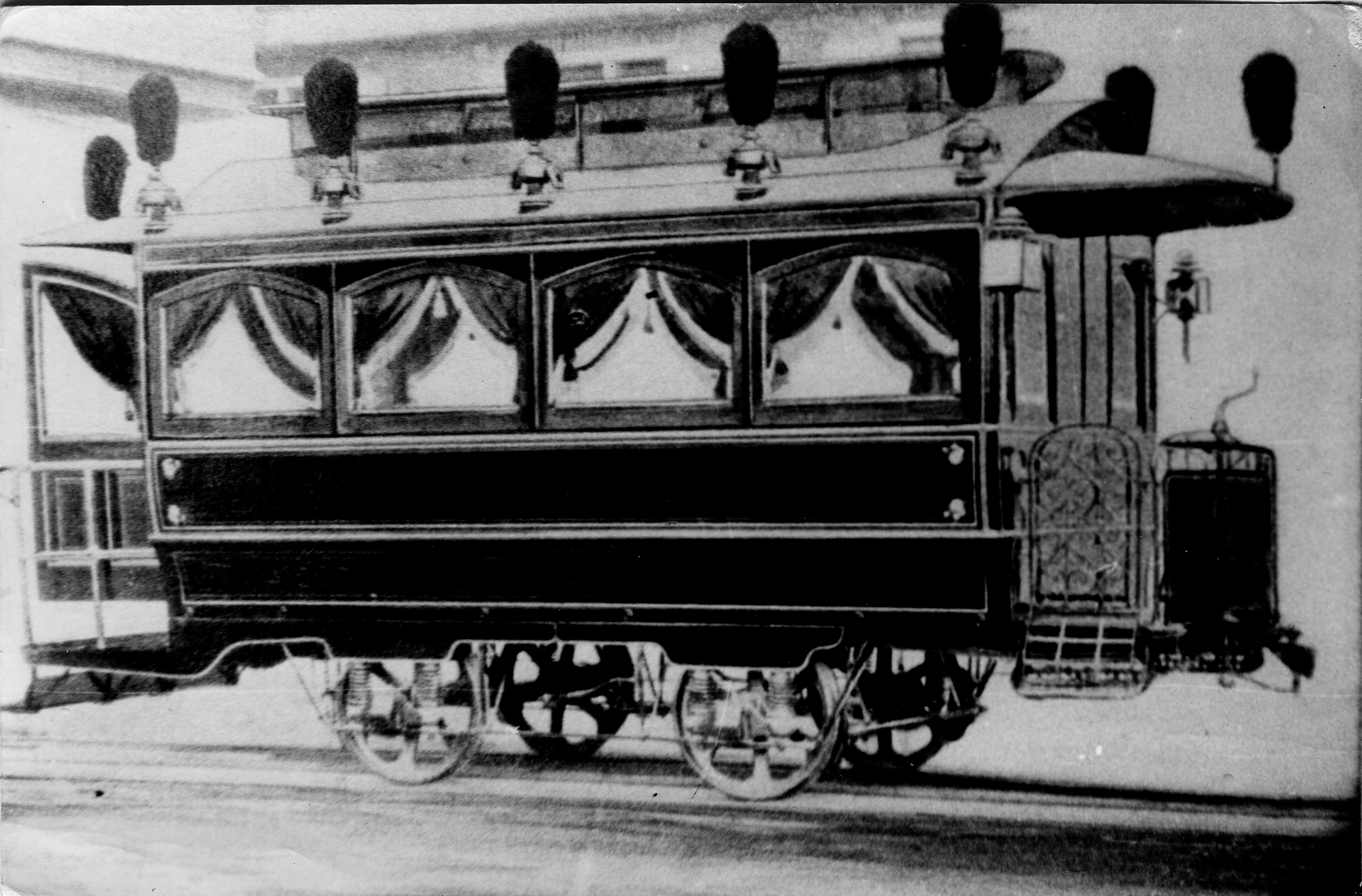
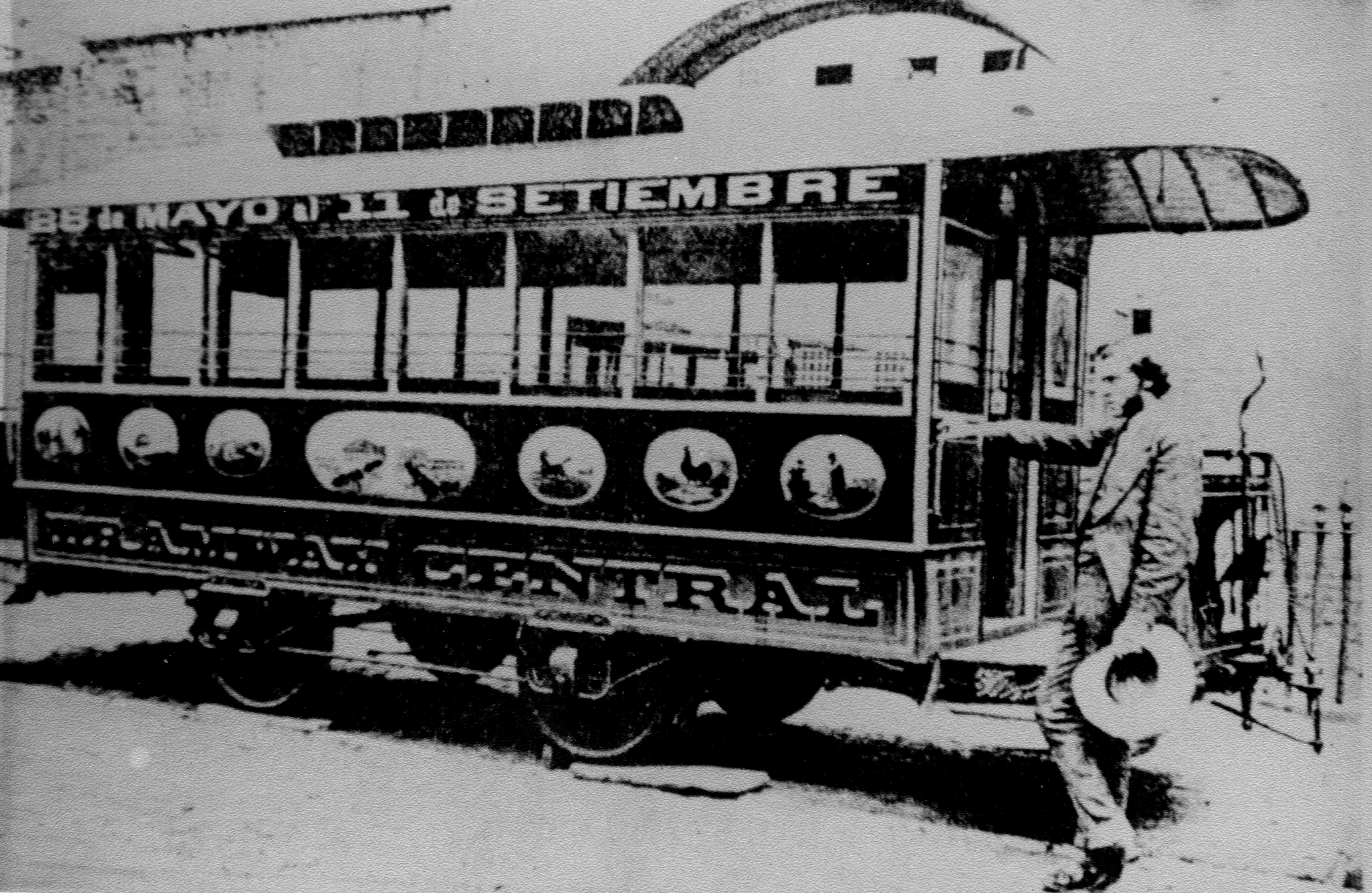